# Jo Peignot
Jo Peignot, de son vrai nom Georges Peignot, est un acteur français, né le 9 janvier 1901 à Paris et mort le 10 mars 1969 à Argentan (Orne).

## Biographie
Jo Peignot tient son premier rôle au cinéma en 1955 aux côtés de Jean Gabin dans Razzia sur la chnouf. L'auteur du roman éponyme adapté, Auguste Le Breton, et l'acteur Jean Gabin poussent Henri Decoin à lui donner un bout de rôle dans le film. Il fait ensuite des apparitions dans neuf productions cinématographiques différentes, toujours dans des rôles de second plan.
Il finit sa vie en tant que palefrenier à La Moncorgerie pour Jean Gabin.

## Citations
« 1946 [...] [Jean Gabin] se promène alors dans le quartier, boit un verre chez son pote Georges Peignot dit « Jo les grands pieds » qui tient le bar l'Étape rue Pierre-Charron. »

— Jean-Jacques Jelot-Blanc, Jean Gabin inconnu, Flammarion, 2014

« 1958 [...]Lors de sa première visite du chantier, en découvrant les pièces fraichement repeintes, Dominique Gabin a bien failli s'étrangler : « Tous les murs étaient gris, de la couleur de la chemise de Pouzaud ! » s'exclame-t-elle. De plus, avec son pote Jojo les grands pieds, devenu rentier après la vente de son bar l'Étape, ils ont multiplié les erreurs : ils ont par exemple tout simplement oublié la pose du carrelage de la cuisine. « Mais quand même, la Moncorgerie avait une sacrée gueule ! » précise Jojo. »

— Jean-Jacques Jelot-Blanc, Jean Gabin inconnu, Flammarion, 2014

« Jo Les Grands Pieds (nom : Peignot) : patron du célèbre L'Étape, rue Pierre-Charron. Redoutable par son courage, sa hargne et sa puissante droite. En 1955, Jean Gabin et moi, nous avions insisté auprès d'Henri Decoin pour qu'il lui confie un bout de rôle dans Razzia sur la chnouf, tiré d'un de mes bouquins. Passionné de cinéma, Jo devait continuer par la suite a tenir des petits rôles. Puis démuni, ayant fait de mauvaises affaires, il est allé achever ses jours comme jardinier, à la ferme de Gabin, à La Moncorgerie, qui lui a donné l'hospitalité.  Décède de maladie à l'hôpital. »

— Auguste Le Breton, Les Pégriots, Club français du livre, 1973

## Filmographie

### Cinéma
- 1955 : Razzia sur la chnouf d'Henri Decoin : l'intermédiaire au journal
- 1956 : Gervaise de René Clément : M. Madinier
- 1956 : La Loi des rues de Ralph Habib : Raymond
- 1956 : Mitsou de Jacqueline Audry : Le barman du camp militaire
- 1956 : Les Louves de Luis Saslavsky : le pharmacien
- 1957 : Le rouge est mis de Gilles Grangier : Mimile
- 1957 : Escapade de Ralph Habib
- 1957 : Méfiez-vous fillettes d'Yves Allégret : Ralph
- 1957 : Échec au porteur de Gilles Grangier : crédité dans le rôle de Tréguennec mais joue en réalité Morigny
- 1957 : Trois jours à vivre de Gilles Grangier : le patron du café